# Montégut (Gers)
Montégut település Franciaországban, Gers megyében. Lakosainak száma 588 fő (2022. január 1.). Montégut Auch, Lahitte, Leboulin, Lussan, Marsan, Pessan és Fréchède községekkel határos.

## Népesség
A település népességének változása:
| Lakosok száma | 191  | 311  | 317  | 462  | 638  | 651  | 667  | 677  | 645  | 588  |
|               | 1968 | 1982 | 1990 | 2006 | 2013 | 2015 | 2017 | 2019 | 2020 | 2022 |